# Crepidium bidentiferum
Crepidium bidentiferum là một loài thực vật có hoa trong họ Lan. Loài này được (J.J.Sm.) Marg. & Szlach. mô tả khoa học đầu tiên năm 2001.